# Олександрійський бульвар
Олександрійський бульвар — бульвар у Білій Церкві, одна з центральних вулиць міста.

## Розташування
Простягається від вулиць Богдана Хмельницького та Підвальної до Сквирського шосе. З бульваром перехрещуються велика кількість вулиць, як головних, так і другорядних. По бульвару розташовується Європейська площа.

## Опис
Бульвар засаджений каштанами чи тополями, подекуди трапляються й інші дерева. Алея облаштована лавками для відпочинку, сміттєвими урнами, клумбами, освітленням, обладнана пішохідними та велосипедними доріжками, по всій частині міста огороджена з боку транспортної частини. Дороги мають по дві смуги руху в кожному напрямку, по всій своїй довжині бульвар облаштований дротами для руху тролейбусів.

## Історія
З другої половини XVI століття Білу Церкви захищав міський вал з декількома вежами. Більшість з них були, як тоді казали, глухими — тобто слугували лише для оборони. Проте дві з них мали брами, якими у денний час можна було заїхати до міста, або виїхати з нього. Одна з них називалася Бердичівською, бо від неї починався шлях через Сквиру на Бердичів.
Вздовж бердичівського шляху лежали поля білоцерківських міщан, а також осаджені ними хутори. З часом ці хутори з'являлися все далі від валів і веж Білої Церкви. У третій чверті XVIII століття хутір місцевого протопопа Колтуновського був вже аж у лісі, де згодом стала «Олександрія».
У середині 1780-х років Браницькі у згаданому лісі розпочали будівництво своєї резиденції, яка отримала назву на честь графині Олександри. Відтак рух між містом та «Олександрією» став значно інтенсивнішим. Окрім подорожуючих у бердичівському напрямку та білоцерківців, які їхали до своїх хуторів, щодня цим шляхом почали їздити графські будівельники, садівники, урядники і слуги.
На початку ХІХ століття частина битого шляху перетворилася вже на найбільшу білоцерківську вулицю, яку згодом оформили у вигляді бульвару. Він отримав назву згідно зі своїм напрямком — Олександрійський. Бульвар починався від місця, де сполучувалися дві вулиці — Комісарівська (потім Сенаторська, Радянська, а зараз невластивий початок бульвару) і Бердичівська (зараз Богдана Хмельницького).
Олександрійським бульваром їздили до резиденції Браницьких усі їхні гості. Відомо, наприклад, що цим шляхом їхав у 1817 році російський імператор Олександр І, який принагідно відвідав одну з селянських садиб, які поступово заповнювали простір обабіч бульвару.
На той час і аж до ХХ століття Олександрійський бульвар мав посередині шлях обсаджений деревами. Вже після Другої світової війни він змінив свій вигляд — центральний простір став пішохідним, а обабіч був влаштований двосторонній рух. Частину старого Олександрійського передмістя знесли і забудували спочатку цегляними, а згодом панельними будинками. Ще в межах міста Олександрійський бульвар переходить у Сквирське шосе, частиною якого він був понад 200 років тому.
На Олександрійському бульварі є три вузлові компоненти. Перший — перетин з вулицею Водопійною — колись був дуже важливим для білоцерківців, адже ним гнали з пасовищ до Росі на водопій худобу.
Другий почав утворювати у зв'язку з будівництвом у 1870-х роках Фастівської залізниці зі станцією Біла Церква. Відтак з'явилася вулиця Вокзальна, яка сполучала залізничну станцію з бульваром. У повоєнні часи, коли на новому місці довелося будувати нову замість розбомбленої залізничну станцію, з'явилася і вулиця, яка виконує функцію сполучення вокзалу і бульвару — Олеся Гончара (йде паралельно старої Вокзальної). Розвиток простору на з'єднані бульвару і Вокзальної розпочався, напевно, у зв'язку з перенесенням сюди церкви святого Пантелеймона. У часи Першої світової війни вона була спочатку полковим храмом неподалік тифозного кладовища (при залізниці). У 1918 році церква стала духовною частиною табору Січових стрільців, а потім — після перенесення — парафіяльним храмом і навіть якийсь час кафедральним собором Білоцерківської єпархії Української Автокефальної Православної Церкви. У післявоєнні часи тут була спроектована і збудована площа, акцентом якої є пам'ятник білоцерківському революціонеру початку ХХ століття Петру Запорожцю, якого хибно відносять до послідовників Леніна. Автором погруддя став всесвітньо відомий український скульптор Івана Кавалерідзе. У просторі Білої Церкви це єдина на сьогодні скульптура такого високо рівня. Напроти вже в 1990-ті роки розрісся один з ринків.
Нарешті третім вузловим компонентом став збудований за радянських часів Критий ринок, навколо якого також розвинулася продуктово-речова торгівля.
У 2022 році відрізок від Соборної площі до Підвальної був відокремлений в окрему вулицю Героїв 72-й бригади.

## Походження назви
Вперше вулиця згадується як Червоноармійська, пізніше мала назву — Радянська. 1995 року вулиці було надано статус бульвару. До 2016 року мав назву бульвар 50-річчя Перемоги.

## Будівлі
По бульвару розташовані управління та відділи Білоцерківської міської ради, Головний поштамт, Центр творчості дітей та юнацтва «Соняшник», 2 ринки — «Вокзальний», «Критий ринок», готелі «Центральний», «Рось» та велика кількість торговельних та розважальних центрів. Заклади охорони здоров'я — військовий шпиталь, міська госпрозрахункова стоматологічна поліклініка та Київський обласний центр крові.

### За номерами
| Номер | Зображення | Опис                     |
| ----- | ---------- | ------------------------ |
| 62    |            | Склади Браницьких        |
| 68/6  |            | Будинок Таубіна          |
| 75    |            | Житловий будинок № 75    |
| 84    |            | Житловий будинок № 84    |
| 94    |            | Готель «Рось»            |
| 149   |            | Білоцерківський колегіум |
| 151   |            | Торговий центр «Бульвар» |